# Andrew Crosby
Andrew Crosby, né le 5 novembre 1965 à Bella Coola, est un rameur d'aviron canadien. 

## Carrière
Andrew Crosby participe aux Jeux olympiques de 1992 à Barcelone et remporte la médaille d'or avec le huit canadien composé de Darren Barber, Bruce Robertson, Michael Forgeron, Robert Marland, John Wallace, Terence Paul, Derek Porter et Michael Rascher.